# Братята Гленрой, № 2
"Братята Гленрой, № 2" (на английски: Glenroy Bros., No. 2), известен също като "Комичен бокс: Братята Гленрой" (на английски: Comic Boxing: The Glenroy Brothers) е американска късометражна няма комедия от 1894 година, заснет от режисьорите Уилям Кенеди Диксън и Уилям Хейс в лабораториите на Томас Едисън в Ню Джърси.

## Сюжет
Братята Гленрой изпълняват пред камерата една от известните си сцени- „Комичен поглед върху бокса: Скитникът и атлетът“. Атлетът, облечен в бял екип, се приближава към опонента си с класическа боксова походка. Скитникът обаче, облечен в тъмни, окъсани дрехи, си има свой собствен стил на правене на нещата. Той започва да изпълнява салта и други лудории, което прави невъзможно съперникът му да предугади следващият му ход.